# マックス2世 (犬)
マキシマス・マイティドッグ・ミューラー2世（2013年5月6日〜2022年7月30日）はゴールデン・レトリーバーの犬。カリフォルニア州アイディルワイルド・パインコーヴの国勢調査指定地域にあるアイディルワイルドで第二代首長を勤めた。副首長のミツィーとマイキーはマックス2世の従兄弟だった。マックス2世の死後、マックス3世が2022年12月10日に宣誓就任し、首長職を引き継いだ。

## 首長として

### 選挙
アイディルワイルドは2012年から犬を首長に選んだ町として知られている。この町は非法人地域であり、地方自治体ではないため、首長を置くことができないでいた。しかしこのルールは人間にのみ適用されるため、地元の非営利団体「アイディルワイルド動物救助友の会（ARF）」が運営資金を集める目的で首長選挙という名の募金活動を開始した。住民は誰でも自分のペットを候補者として指名することができた。この選挙はアイディルワイルド郵便局で3日間にわたって実施された。人口約3,000人の町に14匹の犬と2匹の猫が立候補し、有権者は1票1ドルで何回でも投票（寄付）することができた。マックス1世の主席補佐官兼飼い主であるミューラー夫妻は2万ドルを支払い、全体の3分の2の票を得た結果、マックス1世が初代首長に当選した。この選挙で合計3万1000ドルが寄付された。この選挙についてワシントン・ポスト紙は「縁故主義と票の買収が行われた」と指摘する。
2013年にマックス1世が11歳で死去すると、選挙をもう一度実施するのではなく新しいゴールデン・レトリーバーを飼うという案を町が承認し、残りの任期を引き継ぐため、生後2ヶ月の子犬がマキシマス・マイティドッグ・ミューラー2世と名付けられ、自動的に後任の首長に選ばれた。2014年3月、マックス2世の任期満了が近づき、ARFは次の首長選の実施を呼びかけたが、住民たちはマックス2世の永久的地位を嘆願した。町の住民たちは、首長は終身職で、事実上の君主制として運営され、その一族が引き継いでいくことで合意した。

### 職務
マックス2世は公用車で町を巡回し、住民に愛と笑顔を振り舞いた。また町の行事として毎年開催されているツリー点灯式、ハロウィーンパーティー、独立記念日のパレードなどに参加したり、新型コロナウイルスのパンデミックの間、住民を元気づけるため1,400回以上も子犬の元を訪問したりした。
マックス2世はカリフォルニア州リバーサイド郡から表彰された。マックス2世の人気が高まった結果、数多くのメディアや全米放送のニュース番組に出演し、American Kennel Club Museum of the Dogにも展示された。マックス2世のインスタグラムは10万人近いフォロワーを集め、フェイスブックのアカウントは約5万人がフォローしている。

## 犬として
マックス2世は、あらゆる種類のボールや音の鳴るオモチャが好きであるという。またお腹を撫でられることが一番好きではあるものの、背中を掻いてもらうことも好きだという。

## 死去
首長を9年2ヶ月間勤めた後、マックス2世は癌により2022年7月30日に死去した。マックス2世の死後、世界中から何万通というメッセージが飼い主のミューラー氏の元に届いた。
後任としてユタ州の子犬がマックス3世として選ばれ、生後3ヶ月で任期を開始した。首長の主席補佐官兼飼い主のミューラー氏によれば、マックス3世は就任後の1ヶ月でネクタイを3本も食べてしまったという。